# Jorma Ollila
Jorma Jaakko Ollila (* 15. srpna 1950 Seinäjoki) je finský manažer.
Vystudoval politologii na Helsinské univerzitě, fyziku na Helsinské technické univerzitě a ekonomii na London School of Economics. V letech 1973-1974 byl předsedou finské asociace studentů. Během vojenské služby absolvoval školu pro důstojníky v záloze. Od roku 1978 pracoval pro Citibank. V roce 1985 nastoupil do firmy Nokia, kde se v roce 1992 stal výkonným ředitelem a roku 1999 předsedou představenstva. Za jeho působení se Nokia stala největším výrobcem mobilních telefonů na světě. V letech 2006 až 2015 řídil firmu Royal Dutch Shell. Byl také na vedoucích pozicích ve společnostech UPM-Kymmene, Outokumpu a Otava, zasedá v představenstvu Ford Motor Company. Od roku 2019 působí ve vydavatelství Alma Media.
Byl mu udělen Řád finského lva, Řád bílé růže a Řád britského impéria. V roce 2006 získal cenu European Business Press pro manažera roku. Byl zvolen předsedou Evropského kulatého stolu průmyslníků. Spolu s novinářem Harrim Saukkomou vydal knihu Mahdoton menestys. Kasvun paikkana Nokia. Pravidelně se účastní konference Bilderberg a podílel se na programu Evropské unie Horizont 2020–2030. Je stoupencem strany Finský střed. V anketě Velcí Finové skončil Ollila na 51. místě. Sauli Niinistö se ho v roce 1999 neúspěšně snažil přemluvit ke kandidatuře na finského prezidenta.